# 浦項運転免許試験場
浦項運転免許試験場（ポハンうんてんめんきょしけんじょう）は慶尚北道浦項市南区烏川邑にある道路交通公団の運転免許試験場である。

## 施設概要
- 技能試験場
- 特殊、小型、原動機付自転車技能試験場

## 本館
- 1階：受付、身体検査場、警察弘済会
- 2階：学科試験場、交通安全教育場
- 3階：試験場長室、総務係、試験係、電算室
- 地下1階：食堂

## 学科試験
- PC式
- 手話ビデオ（重度の聴覚障害者対象）

## 技能試験が可能な運転免許の種類
各運転免許の詳細については運転免許の区分を参照
- 第一種大型免許
- 第一種特殊免許（トレーラー）
- 第一種特殊免許（レッカー）
- 第一種普通免許
- 第二種普通免許
- 第二種小型免許
- 第二種原動機付自転車免許

## 交通アクセス
- 浦項高速バスターミナルから100番バスに乗って免許試験場前下車